# (74336) 1998 VN14
(74336) 1998 VN14 – planetoida z pasa głównego asteroid okrążająca Słońce w ciągu 4,27 lat w średniej odległości 2,63 j.a. Odkryta 10 listopada 1998 roku.